# Benjamin Perry
Benjamin Jefrey „Ben” Perry (ur. 7 marca 1994 w St. Catharines) – kanadyjski kolarz szosowy.

## Osiągnięcia
Opracowano na podstawie:

2012
- 3. miejsce w mistrzostwach Kanady juniorów (start wspólny)
- 1. miejsce w klasyfikacji górskiej Liège-La Gleize

2015
- 1. miejsce na 5. etapie Tour de Beauce
- 1. miejsce w klasyfikacji górskiej Tour of Alberta

2016
- 2. miejsce w Grand Prix Cycliste de Saguenay
  - 1. miejsce w klasyfikacji młodzieżowej
  - 1. miejsce w klasyfikacji punktowej
  - 1. miejsce na 1. etapie
- 2. miejsce w mistrzostwach Kanady (start wspólny)

2017
- 3. miejsce w Baltic Chain Tour
  - 1. miejsce na 2. etapie

2018
- 1. miejsce w klasyfikacji górskiej Tour de Beauce
- 2. miejsce w mistrzostwach Kanady (start wspólny)

2019
- 2. miejsce w Tour de Korea
  - 1. miejsce na 3. etapie

## Rankingi
| Rok              | 2014 | 2015 | 2016 | 2017  | 2018  | 2019 | 2020  | 2021  | 2022 | 2023 | 2024  |
| ---------------- | ---- | ---- | ---- | ----- | ----- | ---- | ----- | ----- | ---- | ---- | ----- |
| World Ranking    |      |      | 524. | 1163. | 495.  | 546. | 1922. | 2301. | 325. | -    | 3068. |
| UCI Europe Tour  | -    | -    | -    | 750.  | 1035. |      |       |       |      |      |       |
| UCI Asia Tour    | -    | -    | -    | -     | 191.  |      |       |       |      |      |       |
| UCI America Tour | 395. | 134. | 29.  | -     | 59.   | 57.  | 182.  | 389.  | 27.  | -    | -     |
|                  |      |      |      |       |       |      |       |       |      |      |       |
| Źródło: UCI      |      |      |      |       |       |      |       |       |      |      |       |